# 野崎島
野崎島（のざきじま）は、長崎県五島列島の北東部に位置する島である。長崎県北松浦郡小値賀町に属する。

## 地理
五島列島小値賀島東端の約2km東に位置する。一般的には五島列島に含められることが多いが、長崎県では小値賀島も含めて平戸諸島の一部としている。
島は南北6㎞、東西1.6㎞で南北に細長く中央部がくびれた形となっている。島の多くが急峻な山地であり、平地は島の中央部に僅かに存在するのみである。北部には二半岳（標高305m）の他、小値賀町全体の最高地点（標高350m、平岳）が存在する。島全体は五島列島の他の島と同様に隆起によって形成されたとされており凝灰岩によって基盤相が構成されているが、東部は火山活動により形成されたとされ玄武岩質溶岩で構成されており、その痕跡を中央部付近の土壌から窺い知ることが出来る。島の南西端は中通島北端に近く、両島の間（津和崎瀬戸）の最も狭い所は約600mほどの距離である。

## 歴史

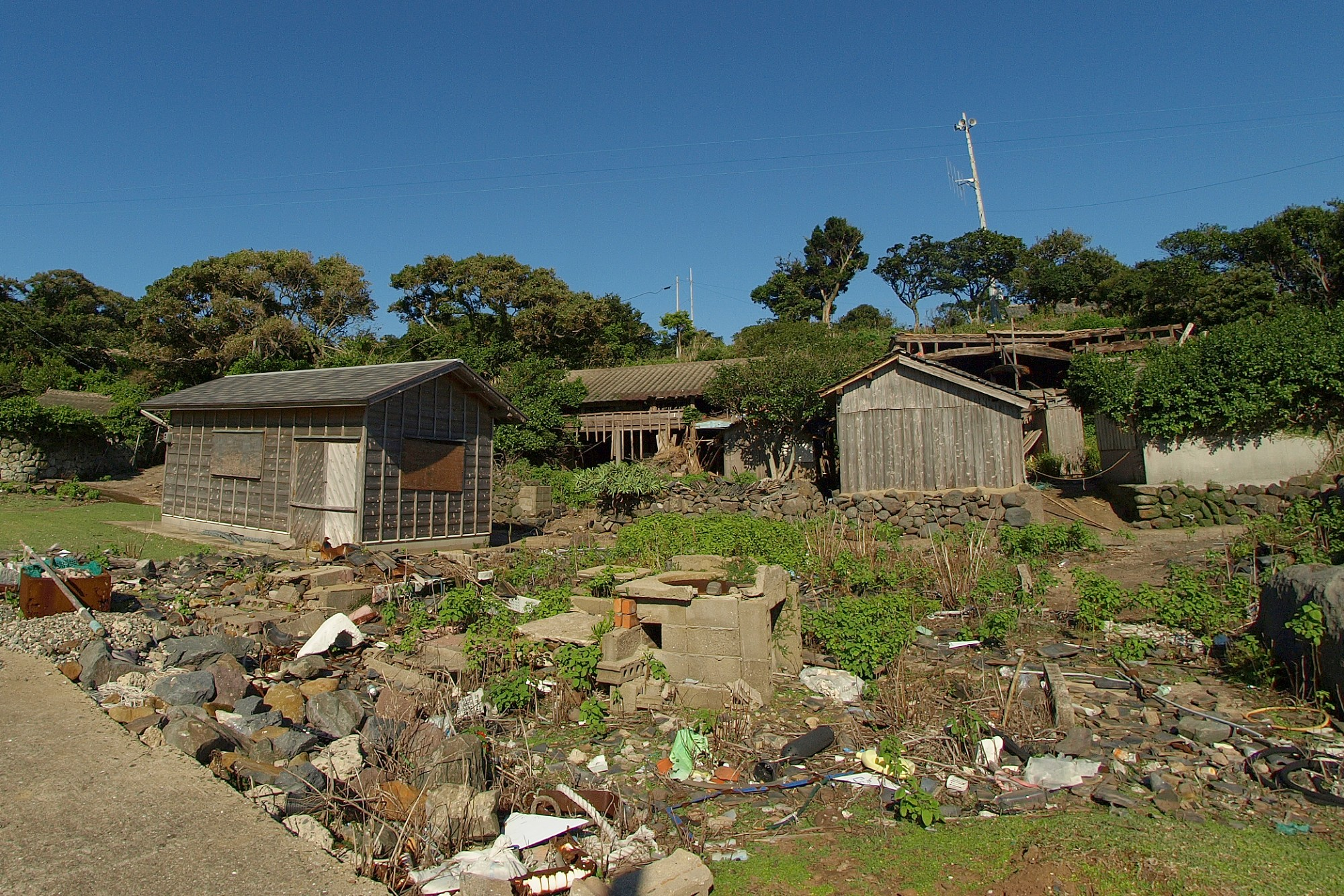
放棄された旧野崎集落

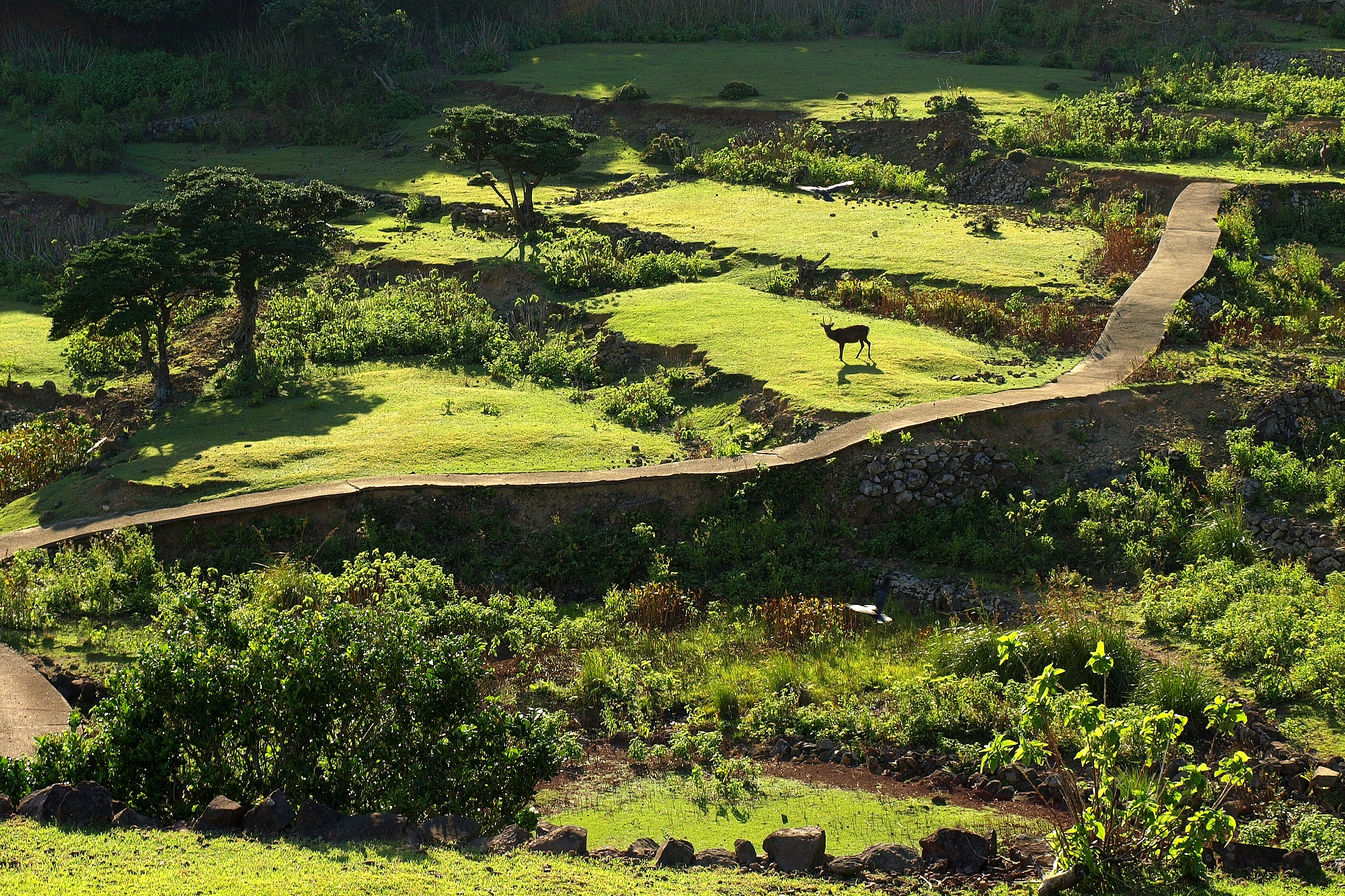
島に残る段々畑の跡

旧石器時代から戦国時代にかけての遺跡などが多数出土している事から、太古より人が住んでいたとされる。
江戸時代は平戸藩領となり、1716年（正徳6年）に小値賀島の商人・小田家が野首（のくび）地区を開拓。1800年頃より大村藩領から難を逃れた潜伏キリシタンが野首集落へ移り住んできた。1840年頃には島南端の舟森（瀬戸脇）集落へも潜伏キリシタンが移住。明治時代に入り、徳川幕府の禁教令を引き継いだ政府により、キリスト教の信仰を表明した住民が平戸に連行され弾圧を受けるも、信仰の自由を認められ帰島が許された。1908年（明治41年）に、野首集落に野首教会が建てられた。当初、木造で作られたがその後レンガ造りで建て直された。
1950年代中頃には中央部の野崎、野首、舟森の3集落で合わせて650人以上が暮らしていたが、高度成長期の集団離村などにより急激に人口が減少した。1966年（昭和41年）に舟森集落が、1971年には野首集落が集団移住により廃村となる。1985年には野崎小中学校が閉校。1990年代には全ての住民が島を離れて無人島となった。小値賀町のホームページ（外部リンク参照）によれば、最後の住民であった沖ノ神島神社の神官が2001年（平成13年）に離島したとする。ただし、2007年（平成19年）より、野崎島自然学塾村の管理人（教会等の案内人を兼ねる）として駐在している人物がおり、以降は国勢調査では1世帯1人の常住者が記録されている。
1967年（昭和42年）、海底ケーブルが敷設され、九州電力による全島24時間配電が開始される。
2001年（平成13年）、海底パイプラインを通じた小値賀島への灌漑用水供給を目的とした野崎ダムが竣工した。
2007年（平成19年）、旧野首教会が「長崎の教会群とキリスト教関連遺産」の構成資産の一つとしてユネスコの世界遺産（文化遺産）暫定リストへ追加。
2011年（平成23年）、野崎島全体が文化財保護法での「小値賀諸島の文化的景観」に選定。
2016年（平成28年）2月、世界遺産としては「禁教期に焦点を絞るべき」との指摘をうけ推薦が一旦取り下げられ、7月に禁教期を象徴する「野崎島の集落」（野首集落跡と舟森集落跡）として再推薦することが決まり、旧野首教会は集落に包括されることになった（なお、これまで野崎集落は非キリシタン集落とされてきたが、野崎集落にも潜伏キリシタンが暮らしていた可能性も示唆されている）。
2018年（平成30年）6月30日、長崎と天草地方の潜伏キリシタン関連遺産として世界遺産登録が決定。島に人が居なくなったが、野首教会は美しく保たれている。

## 自然
森林の多くが天然林で、イスノキ、スダシイ、ヤブツバキ等の樹木等で成り立っている。北部にある沖ノ神島神社周辺には原生林が残る。

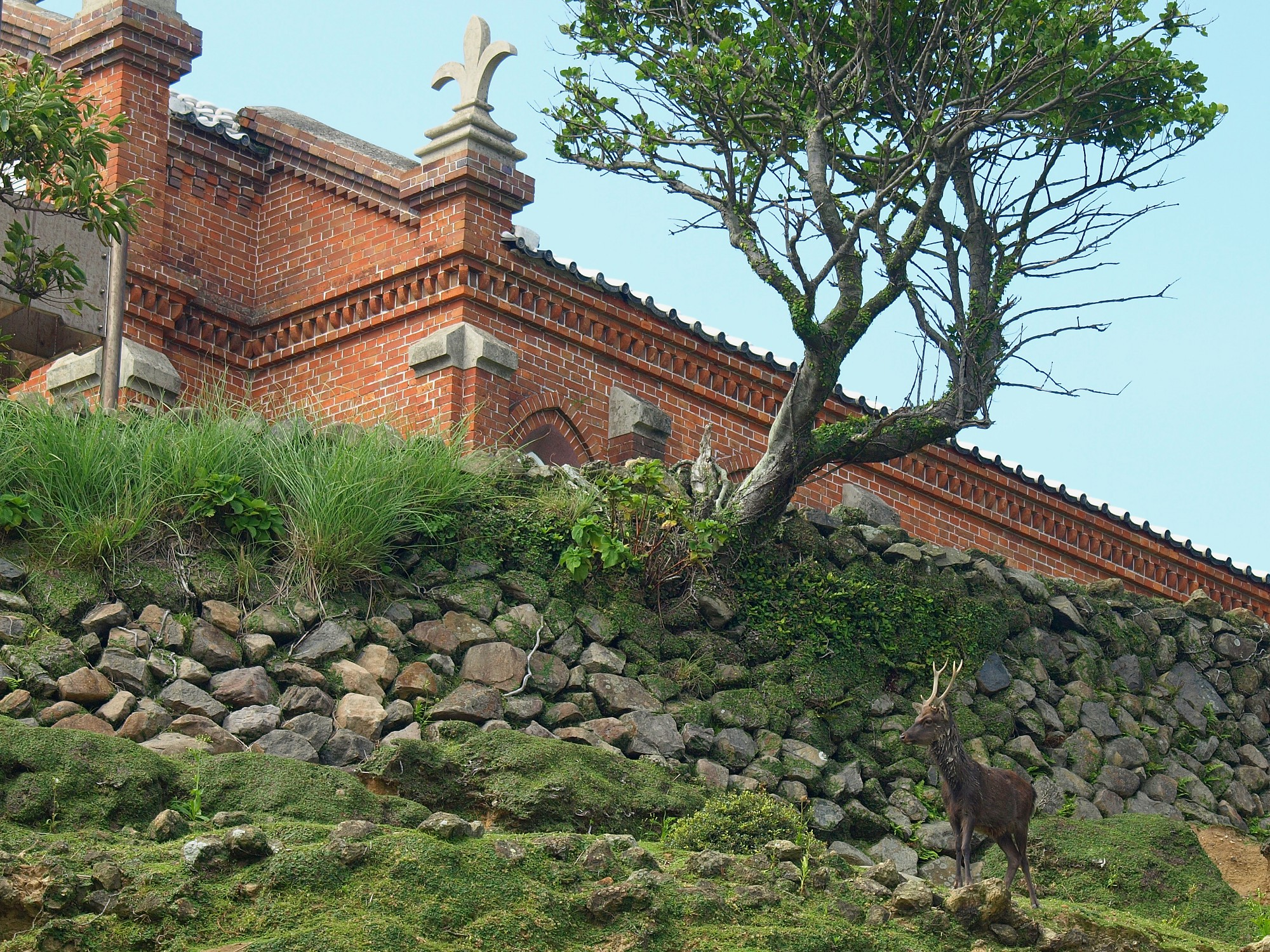
野首教会と野生の鹿

現在、島には400頭ほどの野生の鹿（キュウシュウジカ）が生息している。過疎化によって耕作地が放棄されたため害獣とされた鹿の駆除が行われなくなり、天敵となる動物が存在しないため一時は700～900頭ほどまで増加したが、自然淘汰により現在の数まで減少したとされる。
鳥類では、長崎県で普通に見られる種の他、天然記念物であるカラスバトが生息する。
島内を南北に貫く山道は、1970年代に九州自然歩道の一部として整備されている。（但し、2015年現在、北部の道は荒廃しており通行は推奨されていない。）この内、舟森～野首集落間を結ぶ区間は野首教会が完成するまでは、1882年（明治15年）に舟森に建てられた瀬戸脇教会（現存せず）へ礼拝に向かう「信仰の道」として世界遺産の構成資産となっている。

## 交通
小値賀島の笛吹港と野崎島の野崎港を結ぶ町営の定期船「第3はまゆう」が1日2往復運航される（1968年航路開設。北に隣接する六島も経由する。）ただし、月に2日前後の運休日がある。
中通島の津和崎港などから海上タクシー等の船をチャーターして渡ることもできる。

## 名所・観光スポット

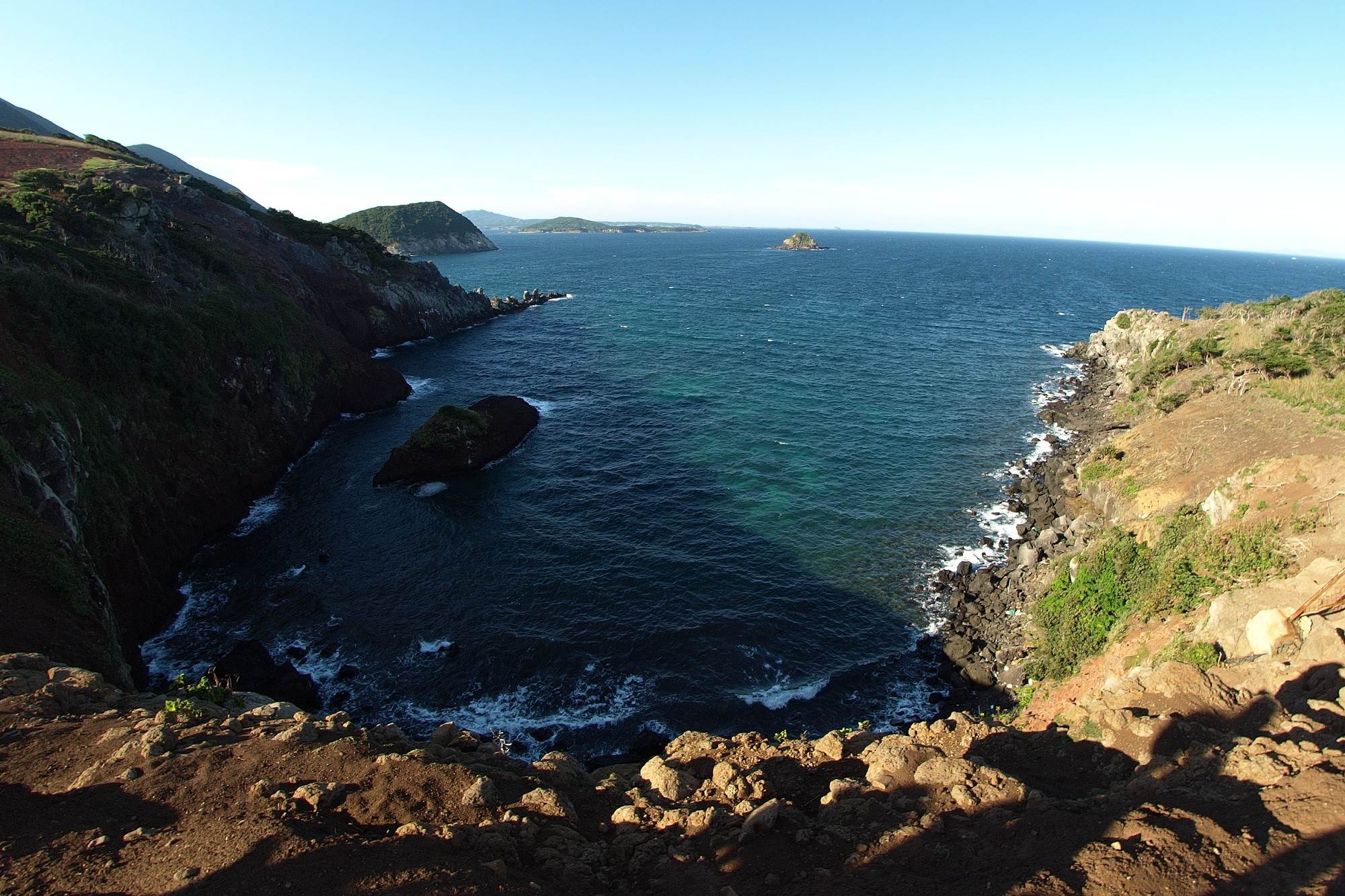
軍艦瀬
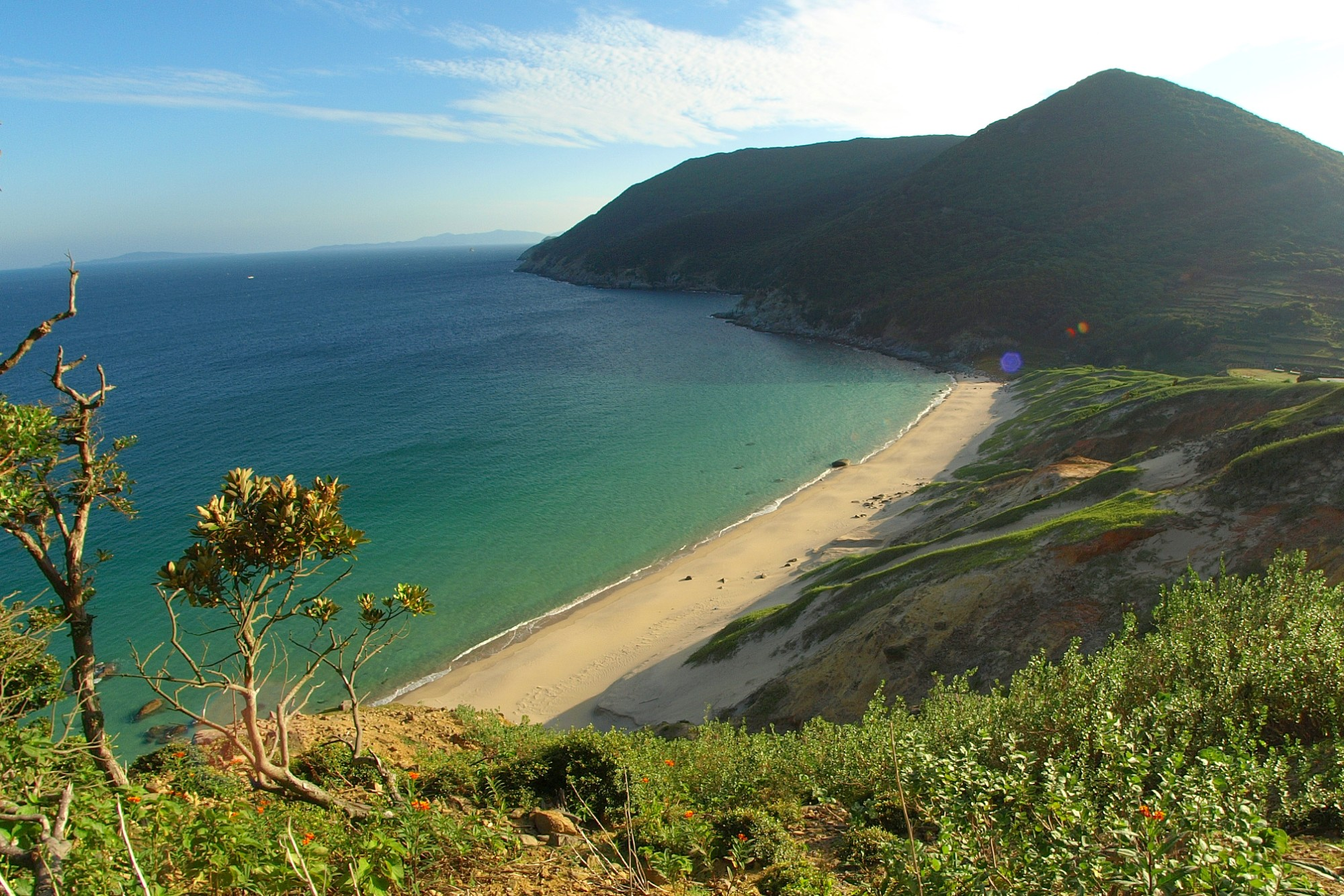
旧野首教会
- 軍艦瀬
小値賀単成火山群の火山活動による火口跡。野崎火山火口跡とも呼ばれる。
- 野首海岸
- 沖ノ神島神社（おきのこうじまじんじゃ）
島の北部にある神社で、704年（大宝4年）に創建された五島で最も古い神社。神殿の後ろには「王位石（おえいし）」と呼ばれる巨大な奇岩がそびえ、神道の聖地であった。
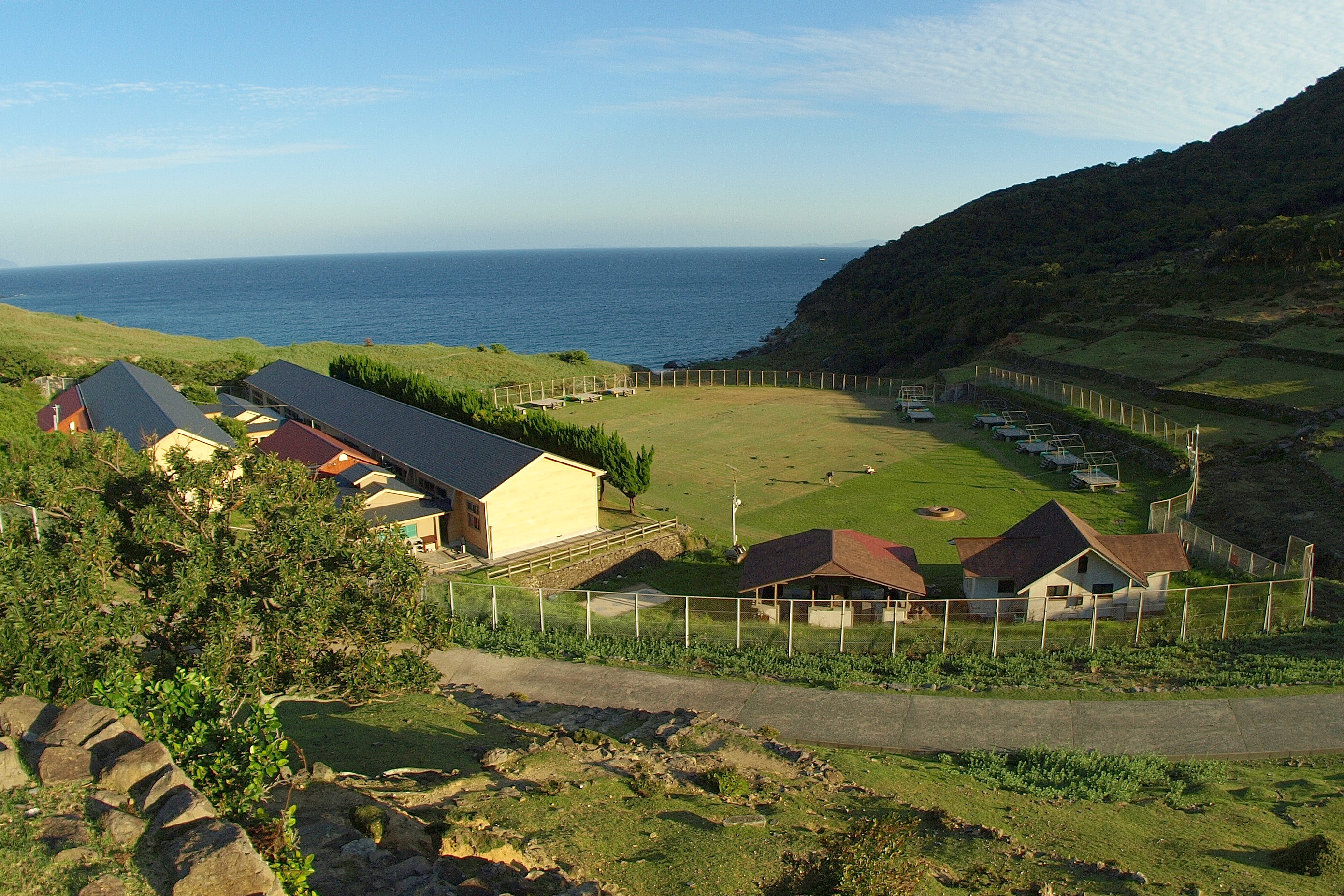
野崎島自然学塾村
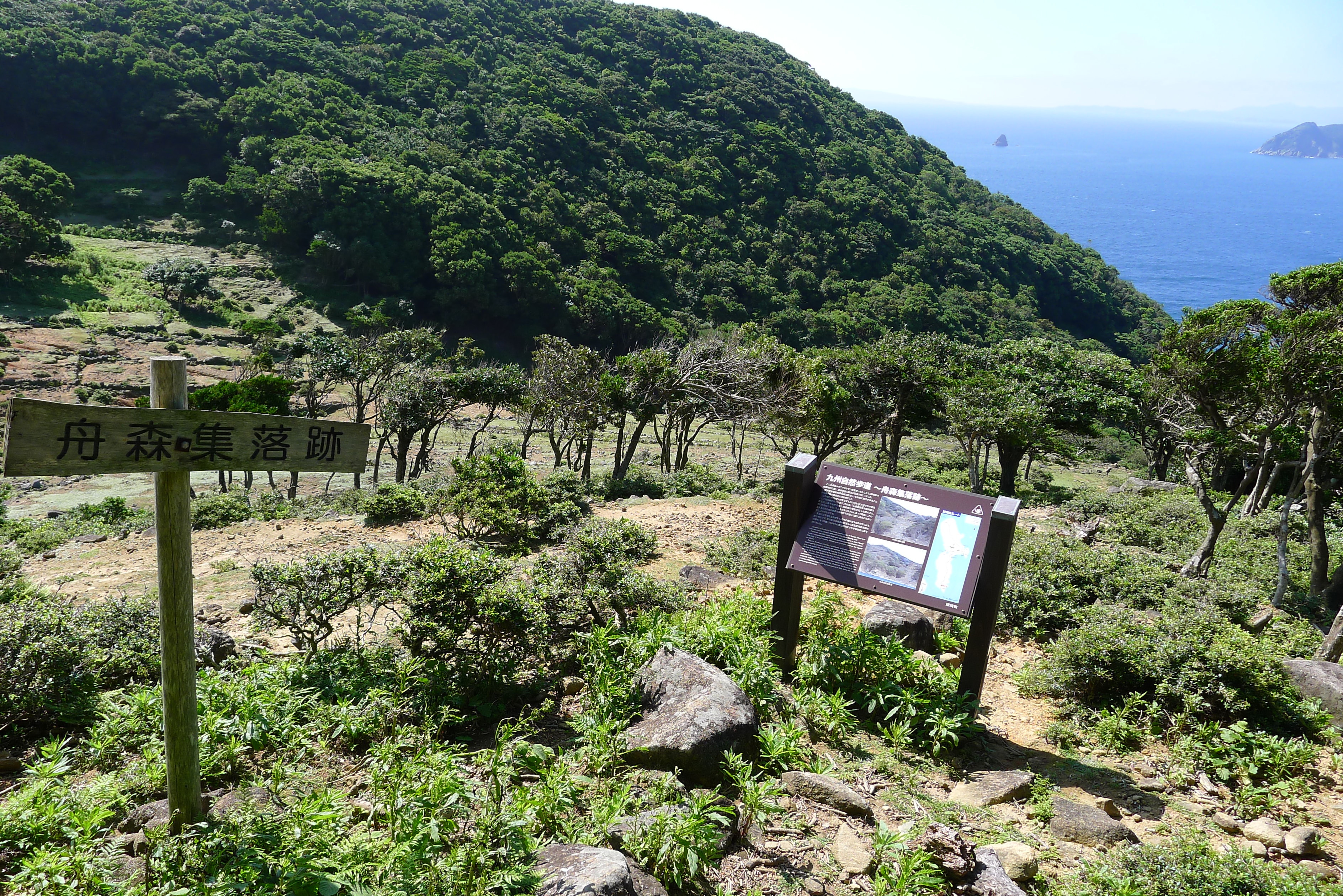
舟森集落跡入口
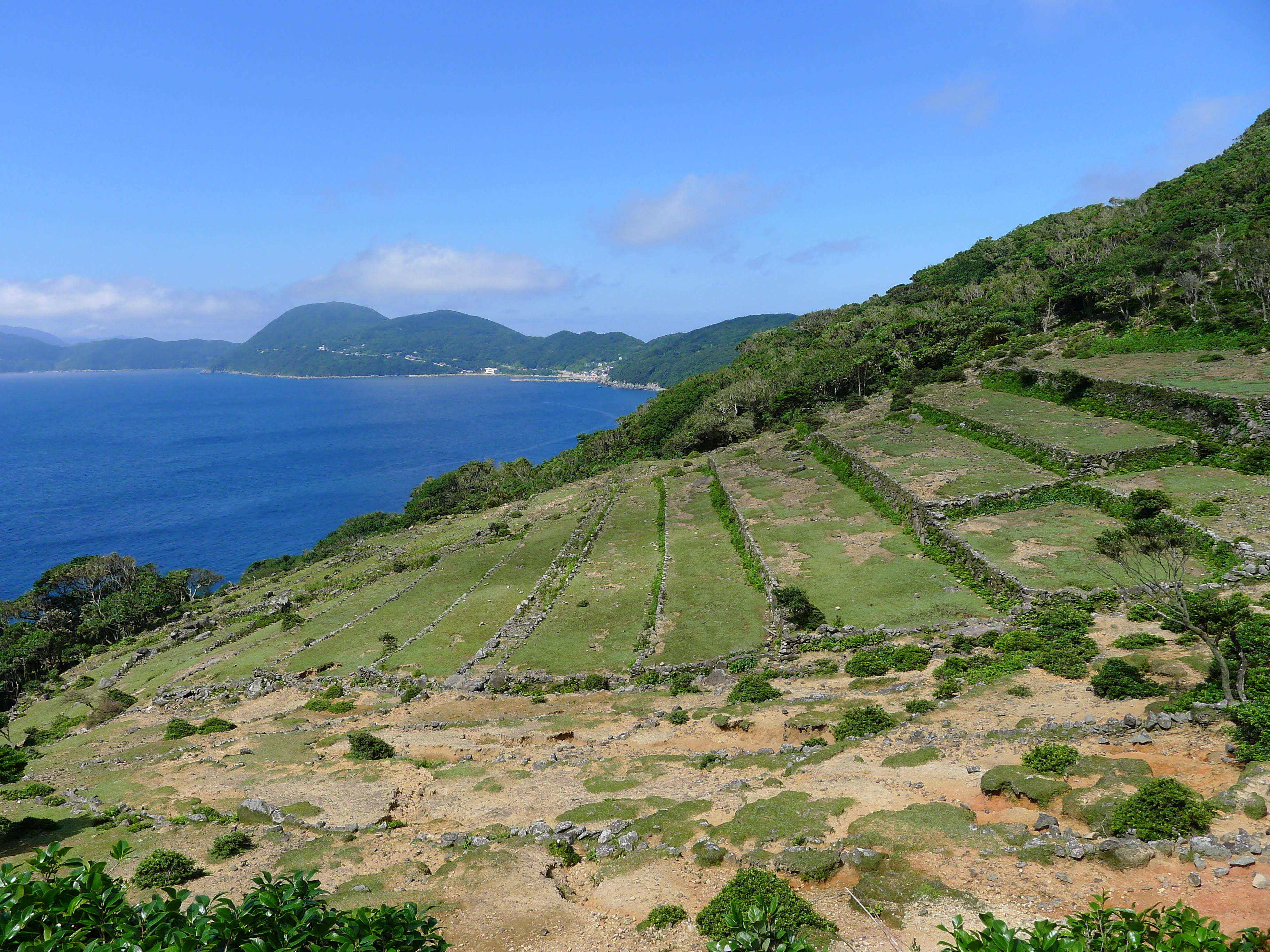
舟森集落跡
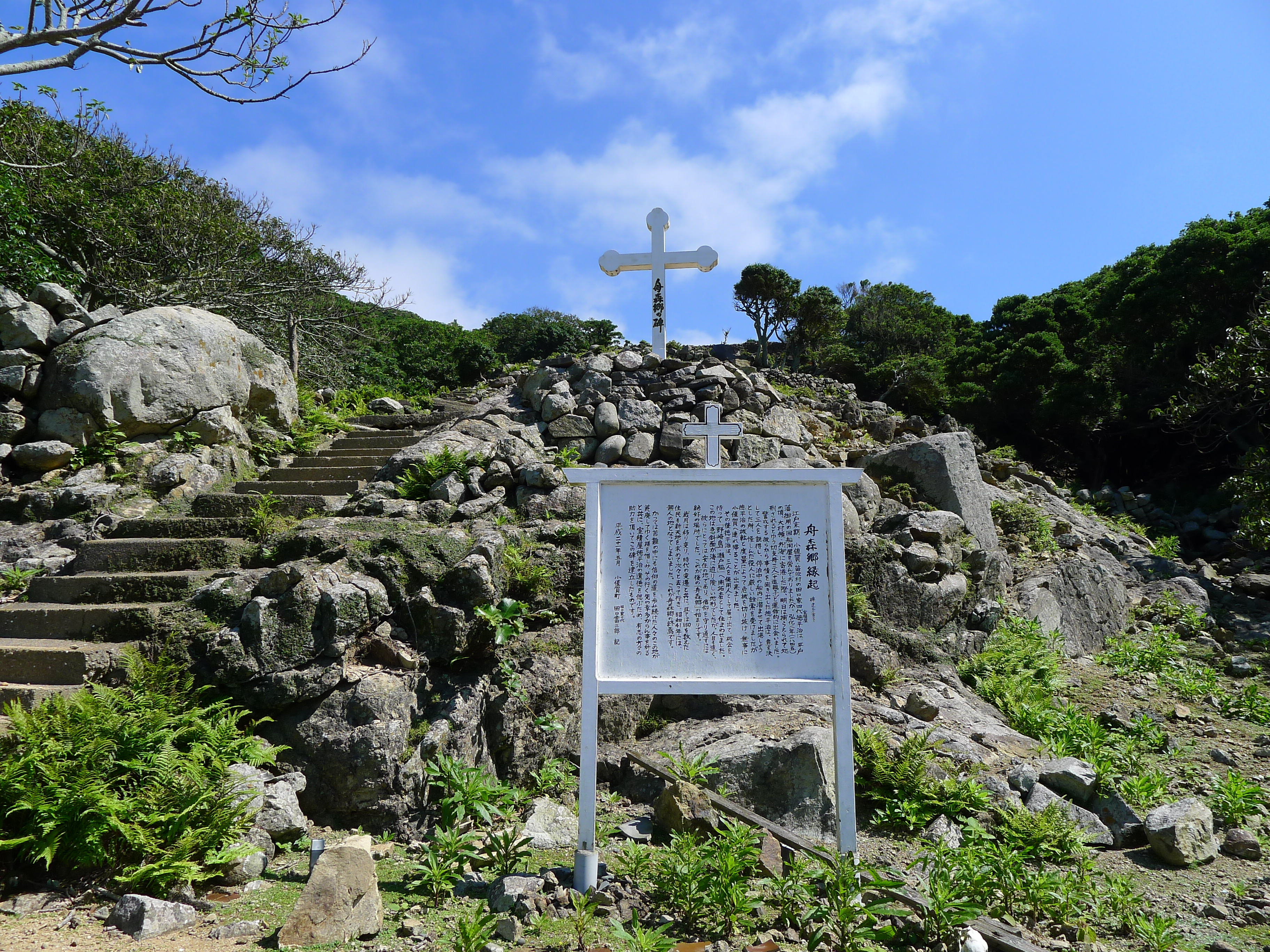
舟森集落跡顕彰碑
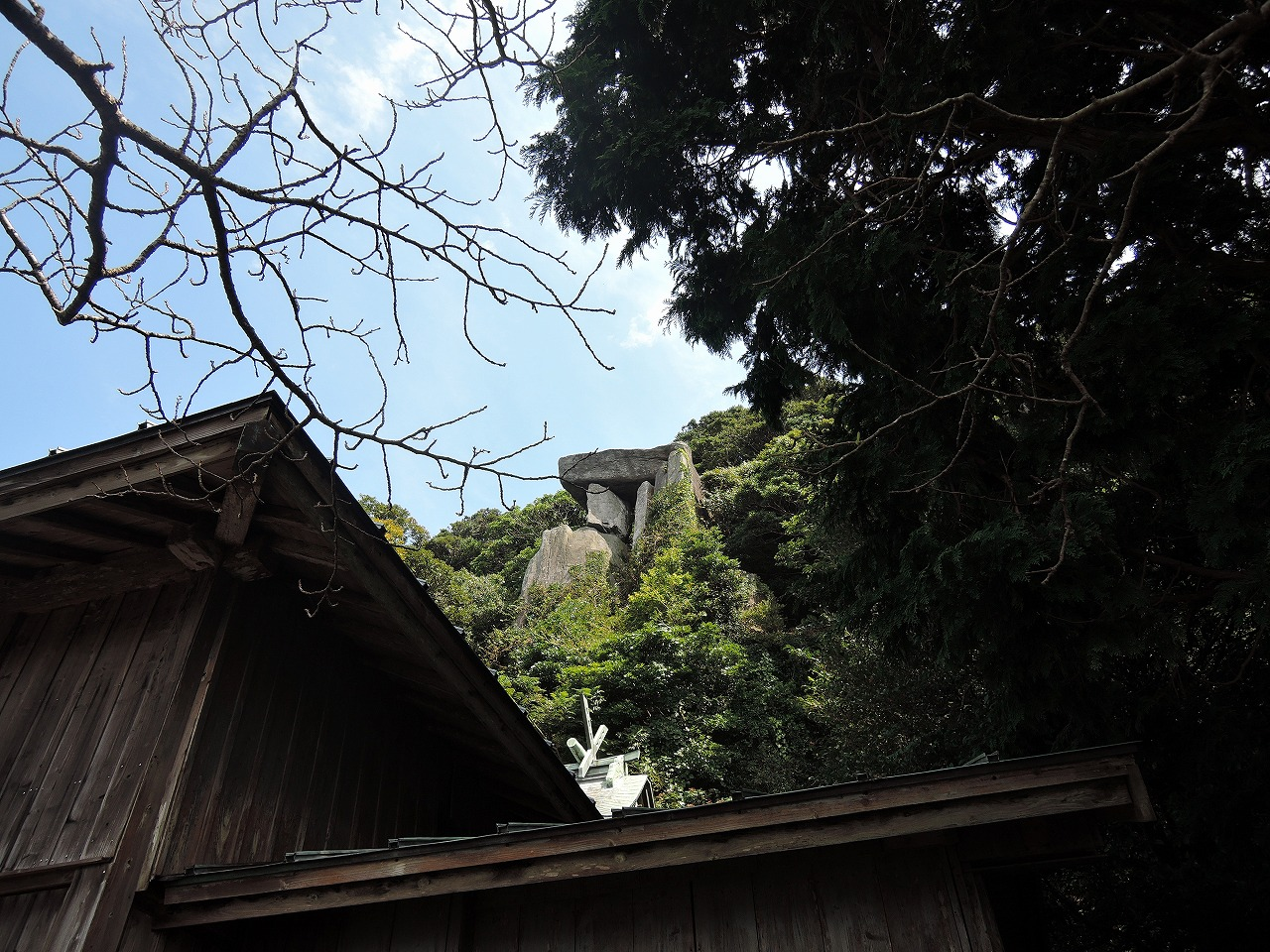
王位石
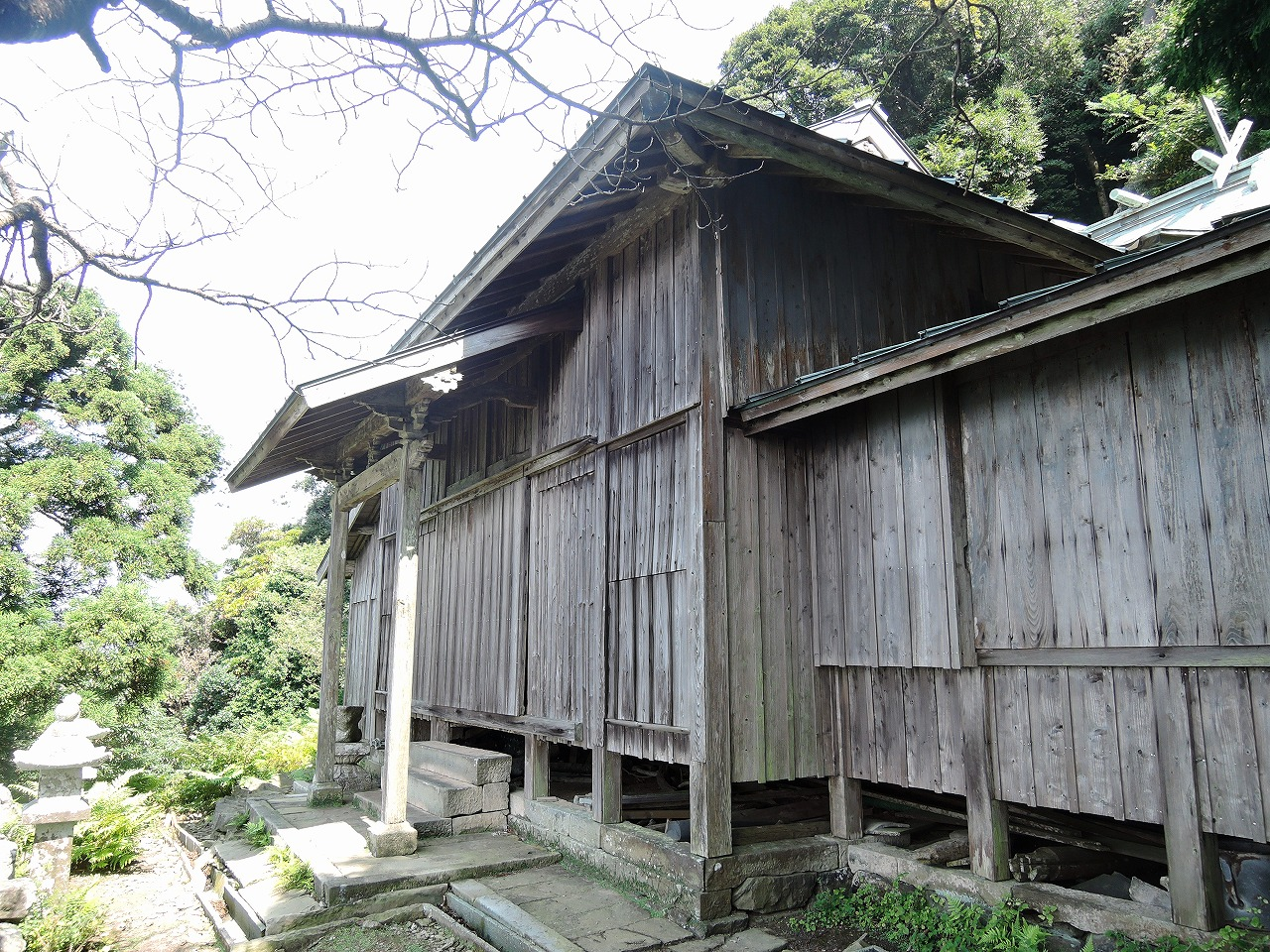
沖ノ神島神社社殿
1985年に廃校となった旧野崎小中学校の校舎（1961年建築）を利用して宿泊施設を備えている[11]。特定非営利活動法人「おぢかアイランドツーリズム協会」のネイチャーガイドによる島のガイドツアーやアクティビティを体験することが出来る。

- 軍艦瀬
- 野首海岸
- 野崎島自然学塾村
- 舟森集落跡入口
- 舟森集落跡
- 舟森集落跡顕彰碑
- 王位石
- 沖ノ神島神社社殿

## その他
- 1986年の日本映画『火宅の人』のロケ地となり、野首海岸や野首教会が登場した。
- TVゲーム『SIREN』のモデルの一つ。